# При пансионате «Левашово»
 При пансионате «Левашово» — поселок в Некрасовском районе Ярославской области. Входит в состав Некрасовского сельского поселения.

## География
Находится в восточной части Ярославской области на расстоянии приблизительно 7 км на юг по прямой от административного центра района поселка Некрасовское на правом берегу реки Солоница.

## История
Сюда в 1995 году был переведен детский костно-туберкулезный санаторий № 1, находившийся ранее в поселке Бабайки к северу от поселка Некрасовское. Ныне он называется областной детский туберкулезный санаторий «Бабайки».

## Население
Численность населения: 87 человек (русские 100 %) в 2002 году, 62 в 2010.